# Edith Kramer
Edith Kramer (* 29. August 1916 in Wien, Österreich-Ungarn; † 21. Januar 2014 in Grundlsee) war eine österreichisch-US-amerikanische Malerin und Pionierin der Kunsttherapie.

## Leben und Werk

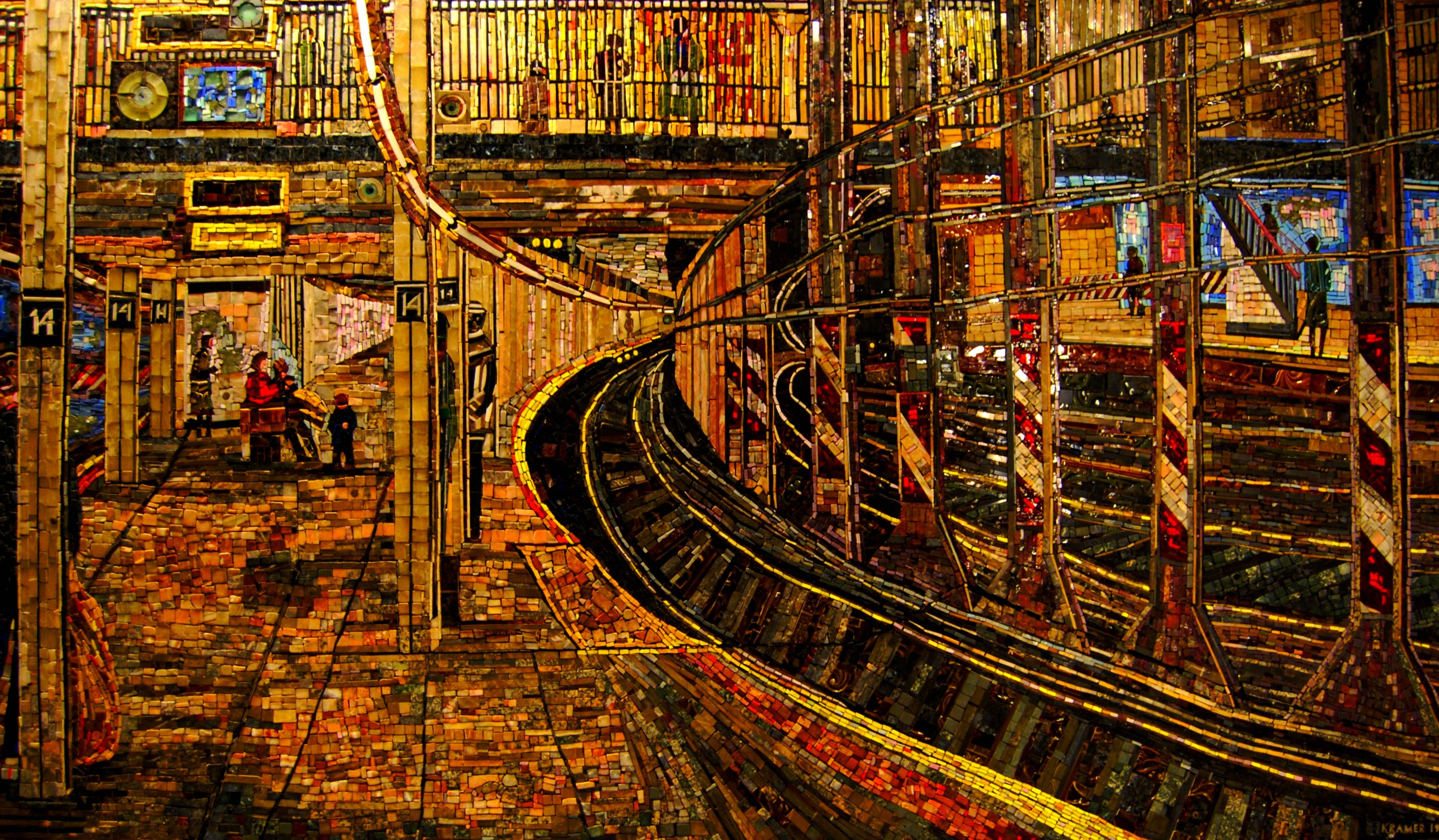
Werk Edith Kramers in der New Yorker U-Bahn (Spring Street Station) (1994)

Kramer wurde am 29. August 1916 in Wien als Tochter von Richard Kramer und seiner Ehefrau Josephine (geb. Neumann), die 1915 geheiratet hatten, geboren; sie war die Nichte des österreichischen Lyrikers Theodor Kramer und der Schauspielerin Elisabeth Neumann-Viertel. Von 1929 bis 1934 erhielt sie Kunstunterricht in der Schwarzwaldschule des Reformpädagogen und Kinderkunstschulen-Gründers Franz Cizek, von 1934 bis 1938 war sie Schülerin der Malerin Friedl Dicker-Brandeis. Im Jahr 1938 musste sie Österreich verlassen und emigrierte in die USA. In New York arbeitete sie viele Jahre in der Kinderpsychiatrie. Im Jahr 1944 nahm Kramer die US-Staatsbürgerschaft an. Von 1973 bis 2005 war sie außerordentliche Professorin der Kunsttherapie an der New York University und von 1972 bis 2000 Lehrbeauftragte an der George Washington University in Washington. Im Jahr 1975 erschien ihr in viele Sprachen übersetzter Klassiker „Kunst als Therapie mit Kindern“ und sie erlangte internationale Bedeutung als Pionierin und „Mutter der Kunsttherapie“.
Die Norwich University verlieh ihr im Jahr 1996 die Ehrendoktorwürde.
Kramer verbrachte die Sommer bis ins hohe Alter regelmäßig auf einer abgelegenen Almhütte (im Aibl) im österreichischen Grundlsee, wo sie am 21. Januar 2014 im Alter von 97 Jahren verstarb.
Im Jahr 2018 wurde in Wien-Donaustadt (22. Bezirk) der Edith-Kramer-Weg nach ihr benannt.

## Publikationen
- Kunst als Therapie mit Kindern. 4. Auflage. Reinhardt, München 1997, ISBN 3-497-01405-2.